# Agalinis bangii
Agalinis bangii là loài thực vật có hoa thuộc họ Cỏ chổi. Loài này được (Kuntze) Barringer mô tả khoa học đầu tiên năm 1987.